# 雪廣歌子
雪廣歌子（雪広うたこ，11月26日—）是日本的漫畫家與插畫家。

## 作品列表

### 漫畫
- きみと手をつないで
- 魔界王子 devils and realist
- 歌之王子殿下
- 少年王女
- 不能委託他

### 插畫
- 寶石商人理察的謎鑑定

## 外部連結
- 七色ジャンゴ （页面存档备份，存于）（官方網站）
- 雪広うたこ的X（前Twitter）